# Acheilognathus deignani
Acheilognathus deignani е вид лъчеперка от семейство Шаранови (Cyprinidae).

## Разпространение
Видът е разпространен в Лаос.

## Описание
На дължина достигат до 5,2 cm.